# ناحیه صنعتی مسیعید
ناحیه صنعتی مسیعید یک منطقهٔ مسکونی در قطر است که در شهرداری الوکره واقع شده‌است. ناحیه صنعتی مسیعید ۶۰٫۷ کیلومتر مربع مساحت و ۱۰۶ نفر جمعیت دارد.